# Croacia en los Juegos Paralímpicos de Atenas 2004
Croacia estuvo representada en los Juegos Paralímpicos de Atenas 2004 por un total de 17 deportistas, 12 hombres y cinco mujeres.

## Medallistas
El equipo paralímpico croata obtuvo las siguientes medallas:
| Nombre         | Deporte   | Evento                      |
| -------------- | --------- | --------------------------- |
| Oro            |           |                             |
| —              |           |                             |
| Plata          |           |                             |
| —              |           |                             |
| Bronce         |           |                             |
| Jelena Vuković | Atletismo | Disco F42-46 femenino       |
| Mihovil Španja | Natación  | 100 m espalda S8 masculino  |
| Mihovil Španja | Natación  | 200 m estilos SM8 masculino |
| Mihovil Španja | Natación  | 400 m libre S8 masculino    |